# Atletisme als Jocs Olímpics d'Estiu de 1912 - salt d'alçada masculí
El salt d'alçada masculí va ser una de les proves del programa d'atletisme disputades durant els Jocs Olímpics d'Estocolm de 1912. Aquesta va ser la cinquena vegada que es disputava aquesta competició, sent una de les 12 que s'han disputat en totes les edicions dels Jocs. La prova es va disputar entre el diumenge 7 i el dilluns 8 de juliol i hi van prendre part 37 atletes de 10 nacions diferents.

## Medallistes

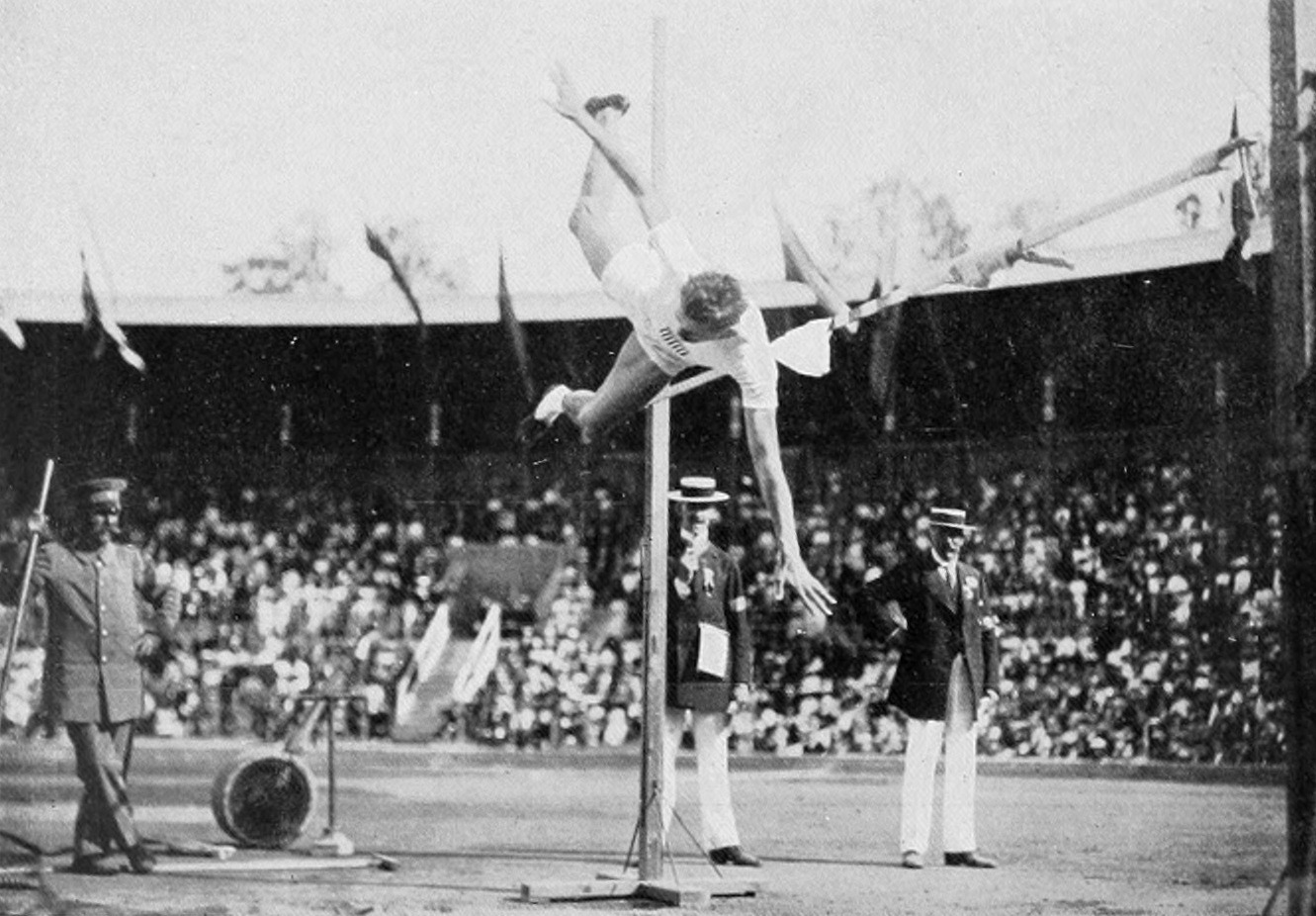
El medalla de bronze George Horine.

| Or                  | Plata              | Bronze              |
| Alma Richards (EUA) | Hans Liesche (GER) | George Horine (EUA) |

## Rècords
Aquests eren els rècords del món i olímpic que hi havia abans de la celebració dels Jocs Olímpics de 1912.
| Rècord del Món | 2,00 m | George Horine | Palo Alto (EUA) | 28 de maig de 1912   |
| Rècord Olímpic | 1.90 m | Irving Baxter | París (FRA)     | 15 de juliol de 1900 |
| Rècord Olímpic | 1.90 m | Harry Porter  | Londres (GBR)   | 21 de juliol de 1908 |

Primer Hans Liesche establí un nou rècord olímpic amb un salt de 1.91 metres. Però Alma Richards l'igualà poc després. Finalment Alma Richards millorà el rècord olímpic amb un millor salt de 1.93 metres.

## Resultats

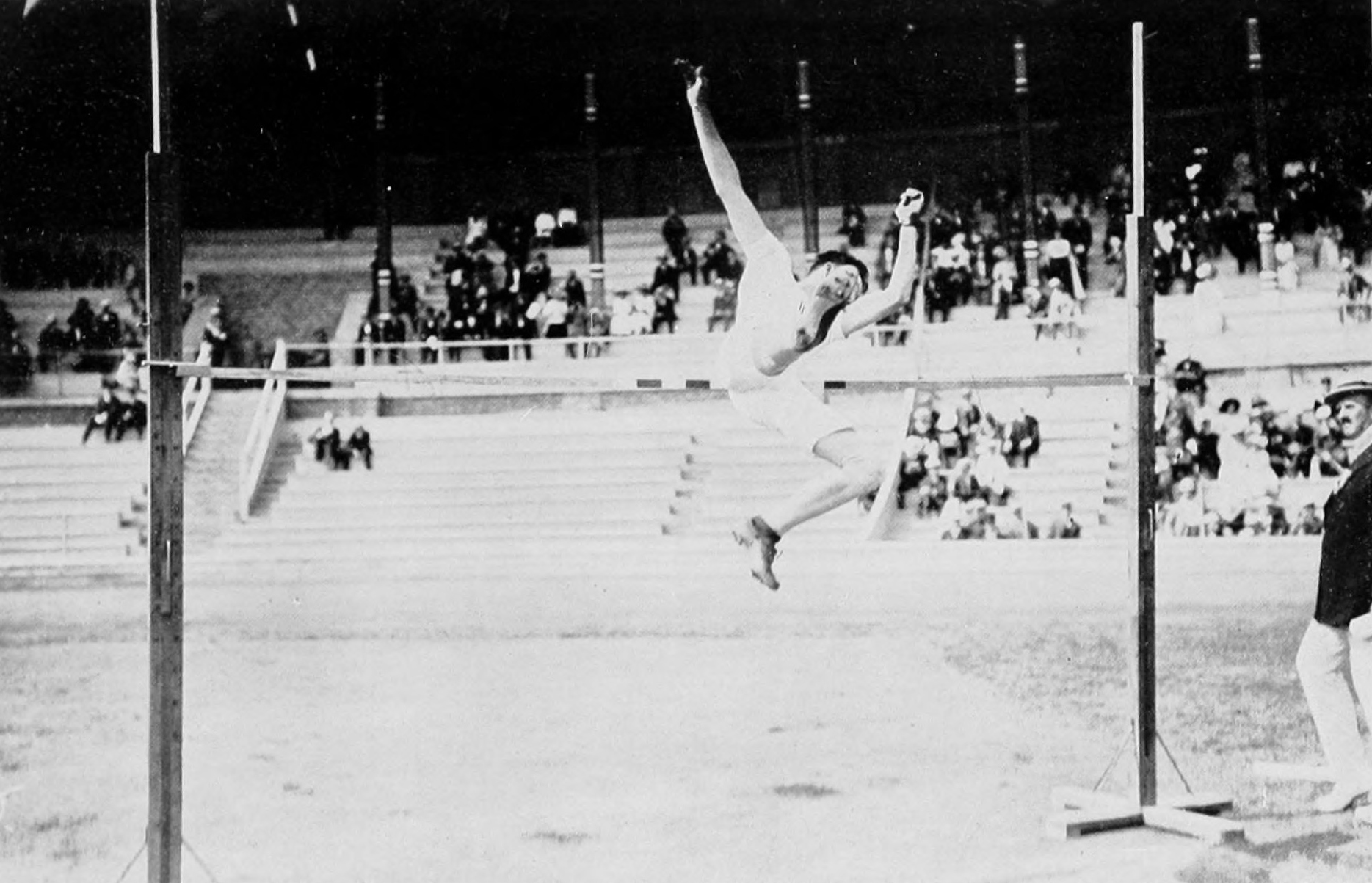
Alma Richards durant els Jocs de 1912.

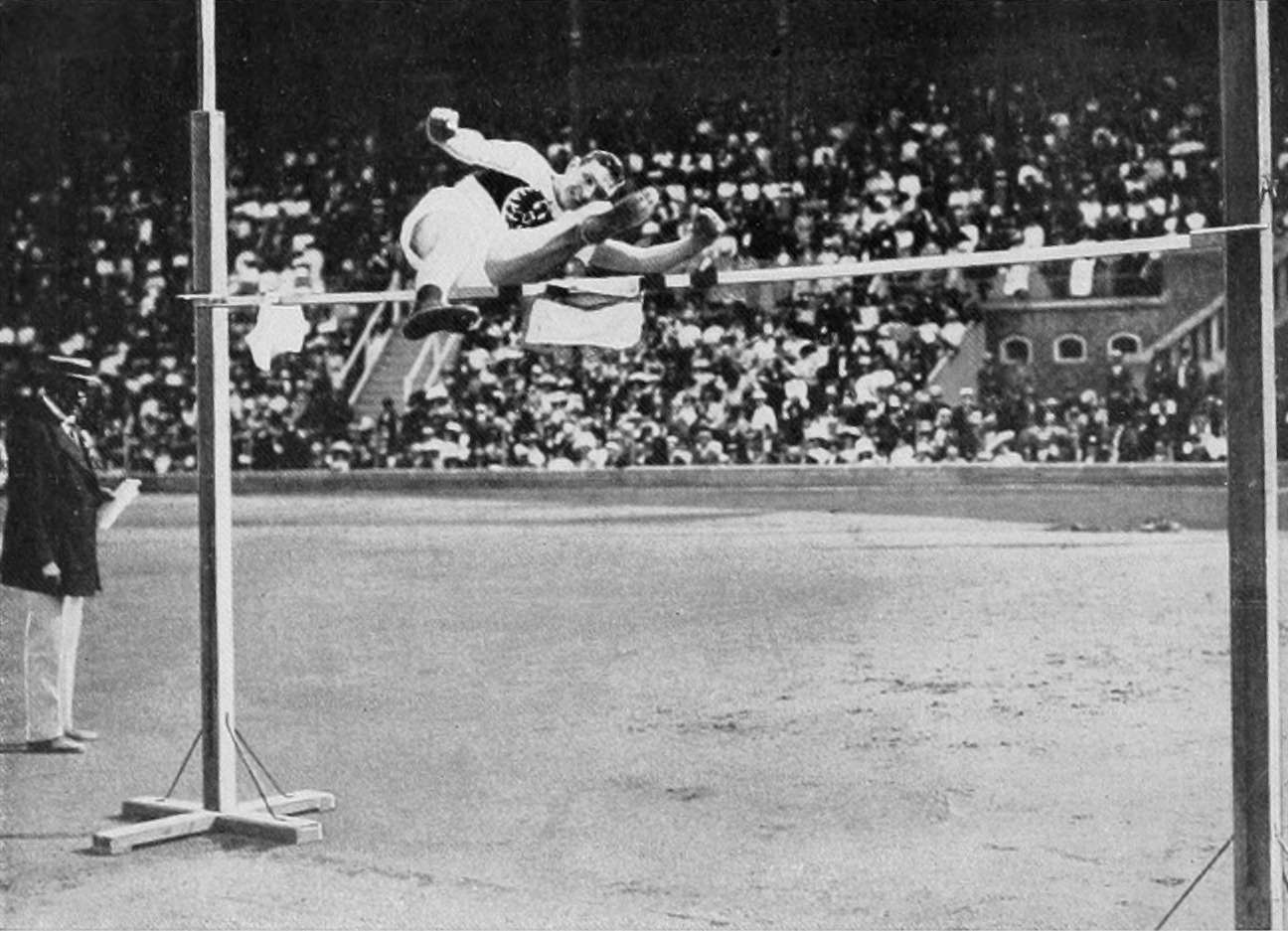
El medalla de plata, Hans Liesche.

Cada saltador tenia l'oportunitat de fer tres salts. Els tres millors podien realitzar tres salts més de millora.
| Posició | Atleta                       | Preliminar | Preliminar | Preliminar | Preliminar | Preliminar | Preliminar | Final | Final | Final | Final | Final | Final | Final | Final | Final | Final | Millor salt |
| Posició | Atleta                       | 1.60       | 1.70       | 1.75       | 1.80       | 1.83       | Qual.      | 1.60  | 1.70  | 1.75  | 1.80  | 1.83  | 1.85  | 1.87  | 1.89  | 1.91  | 1.93  | Millor salt |
| ------- | ---------------------------- | ---------- | ---------- | ---------- | ---------- | ---------- | ---------- | ----- | ----- | ----- | ----- | ----- | ----- | ----- | ----- | ----- | ----- | ----------- |
|         | Alma Richards (EUA)          | O          | O          | O          | XO         | O          | QF         | O     | O     | O     | XO    | XXO   | O     | XXO   | XXO   | XXO   | O     | 1.93        |
|         | Hans Liesche (GER)           | O          | O          | O          | O          | O          | QF         | O     | O     | O     | O     | O     | O     | O     | XO    | XO    | XXX   | 1.91        |
|         | George Horine (EUA)          | O          | O          | O          | O          | XO         | QF         | O     | O     | O     | O     | XO    | O     | O     | XO    | XXX   | ---   | 1.89        |
| 4       | Egon Erickson (EUA)          | O          | O          | O          | XO         | O          | QF         | O     | O     | O     | O     | O     | XO    | XO    | XXX   | ---   | ---   | 1.87        |
| 4       | Jim Thorpe (EUA)             | O          | O          | XO         | O          | XXO        | QF         | XO    | O     | O     | O     | O     | O     | O     | XXX   | ---   | ---   | 1.87        |
| 6       | Harry Grumpelt (EUA)         | O          | O          | XO         | O          | O          | QF         | O     | O     | O     | XO    | O     | XXO   | XXX   | ---   | ---   | ---   | 1.85        |
| 6       | John Johnstone (EUA)         | ---        | O          | O          | XO         | XO         | QF         | O     | O     | O     | O     | XXO   | XO    | XXX   | ---   | ---   | ---   | 1.85        |
| 8       | Karl-Axel Kullerstrand (SWE) | O          | O          | O          | O          | O          | QF         | O     | O     | O     | XO    | O     | XXX   | ---   | ---   | ---   | ---   | 1.83        |
| 9       | Timothy Carroll (GBR)        | XO         | O          | XXO        | O          | XO         | QF         | O     | O     | O     | XO    | XXX   | ---   | ---   | ---   | ---   | ---   | 1.80        |
| 9       | Iván Wardener (HUN)          | O          | O          | O          | O          | O          | QF         | O     | O     | O     | XO    | XXX   | ---   | ---   | ---   | ---   | ---   | 1.80        |
| 11      | Benjamin Howard Baker (GBR)  | XO         | O          | O          | O          | O          | QF         | O     | O     | O     | XXX   | ---   | ---   | ---   | ---   | ---   | ---   | 1.75        |
|         |                              |            |            |            |            |            |            |       |       |       |       |       |       |       |       |       |       |             |
| 12      | Jervis Burdick (EUA)         | O          | O          | O          | XO         | XXX        |            |       |       |       |       |       |       |       |       |       |       | 1.80        |
| 13      | Wesley Oler (EUA)            | O          | O          | O          | XXX        | ---        | 1.75       |       |       |       |       |       |       |       |       |       |       |             |
| 13      | Richard Sjöberg (SWE)        | O          | O          | O          | XXX        | ---        | 1.75       |       |       |       |       |       |       |       |       |       |       |             |
| 13      | Arvo Laine (FIN)             | O          | XO         | O          | XXX        | ---        | 1.75       |       |       |       |       |       |       |       |       |       |       |             |
| 13      | Harold Enright (EUA)         | O          | O          | XO         | XXX        | ---        | 1.75       |       |       |       |       |       |       |       |       |       |       |             |
| 13      | Gösta Hallberg (SWE)         | X--        | O          | XO         | XXX        | ---        | 1.75       |       |       |       |       |       |       |       |       |       |       |             |
| 13      | Otto Monsen (NOR)            | ---        | XO         | XO         | XXX        | ---        | 1.75       |       |       |       |       |       |       |       |       |       |       |             |
| 13      | Gerhard Meling (NOR)         | ---        | XO         | XXO        | XXX        | ---        | 1.75       |       |       |       |       |       |       |       |       |       |       |             |
| 13      | Ole Aarnæs (NOR)             | O          | XO         | XXO        | XXX        | ---        | 1.75       |       |       |       |       |       |       |       |       |       |       |             |
| 13      | André Labat (FRA)            | O          | XO         | XXO        | XXX        | ---        | 1.75       |       |       |       |       |       |       |       |       |       |       |             |
| 13      | Otto Röhr (GER)              | O          | XO         | XXO        | XXX        | ---        | 1.75       |       |       |       |       |       |       |       |       |       |       |             |
| 23      | Thomas O'Donahue (GBR)       | ---        | O          | ---        | ---        | ---        | 1.70       |       |       |       |       |       |       |       |       |       |       |             |
| 23      | Platt Adams (EUA)            | O          | O          | ---        | ---        | ---        | 1.70       |       |       |       |       |       |       |       |       |       |       |             |
| 23      | Paulus af Uhr (SWE)          | X--        | XO         | XXX        | ---        | ---        | 1.70       |       |       |       |       |       |       |       |       |       |       |             |
| 23      | Ragnar Mattson (SWE)         | X--        | XO         | XXX        | ---        | ---        | 1.70       |       |       |       |       |       |       |       |       |       |       |             |
| 23      | Géo André (FRA)              | XO         | XO         | XXX        | ---        | ---        | 1.70       |       |       |       |       |       |       |       |       |       |       |             |
| 28      | Thage Brauer (SWE)           | O          | X--        | ---        | ---        | ---        | 1.60       |       |       |       |       |       |       |       |       |       |       |             |
| 28      | Rodolfo Hammersley (CHI)     | O          | X--        | ---        | ---        | ---        | 1.60       |       |       |       |       |       |       |       |       |       |       |             |
| 28      | Gustaf Holmér (SWE)          | O          | X--        | ---        | ---        | ---        | 1.60       |       |       |       |       |       |       |       |       |       |       |             |
| 28      | Lajos Ludinszky (HUN)        | O          | X--        | ---        | ---        | ---        | 1.60       |       |       |       |       |       |       |       |       |       |       |             |
| 28      | Michel Meerz (FRA)           | O          | X--        | ---        | ---        | ---        | 1.60       |       |       |       |       |       |       |       |       |       |       |             |
| 28      | Alfredo Pagani (ITA)         | O          | XXX        | ---        | ---        | ---        | 1.60       |       |       |       |       |       |       |       |       |       |       |             |
| 34      | Marius Delaby (FRA)          | ---        | X--        | ---        | ---        | ---        | Cap        |       |       |       |       |       |       |       |       |       |       |             |
| 34      | Armand Estang (FRA)          | ---        | X--        | ---        | ---        | ---        | Cap        |       |       |       |       |       |       |       |       |       |       |             |
| 34      | John Nicholson (EUA)         | ---        | XXX        | ---        | ---        | ---        | Cap        |       |       |       |       |       |       |       |       |       |       |             |
| 34      | Angelo Tonini (ITA)          | X--        | XXX        | ---        | ---        | ---        | Cap        |       |       |       |       |       |       |       |       |       |       |             |